# Wybory parlamentarne na Saint Lucia w 2016 roku
Wybory do Izby Zgromadzenia na Saint Lucia w 2016 roku odbyły się 6 czerwca. Były to wybory przedterminowe. Zwyciężyła je konserwatywna Zjednoczona Partia Robotnicza (UWP).

## Kampania wyborcza
W maju 2016 premier Kenny Anthony (Partia Pracy Saint Lucia, SLP) zapowiedział przedterminowe wybory, stwierdzając, że są one konieczne, aby zapewnić „pokój, stabilność i pewność” w kraju. 19 maja premier ogłosił manifest, w którym składał obywatelom Saint Lucia 15 głównych obietnic. W manifeście skupiał się na kontynuacji walki z bezrobociem, zwłaszcza wśród młodych, inwestycjach w infrastrukturę, zwiększeniu ulg podatkowych, poprawie dostępności ochrony zdrowia i edukacji wyższej. Zapowiadał również całkowite uniezależnienie gospodarki Saint Lucia od importu paliw kopalnych i pozyskiwanie 100% elektryczności ze źródeł odnawialnych do 2035 roku. W kampanii Partii Pracy mocno podkreślano liczne osiągnięcia rządu w latach 2011–2016, zwłaszcza w takich dziedzinach, jak ożywienie gospodarki i zmniejszenie bezrobocia, przywrócenie prawa i porządku czy tworzenie bardziej opiekuńczego i sprawiedliwego społeczeństwa. Manifest Partii Pracy nosił tytuł Making our country better together (Razem czynimy nasz kraj lepszym).
Opozycyjna Zjednoczona Partia Robotnicza wystawiła kandydatów we wszystkich 17 okręgach wyborczych. Manifest UWP nosił tytuł Building a prosperous and progressive Saint Lucia for the benefit of all (Budując dobrobyt i postęp Saint Lucia dla dobra wszystkich). Manifest skupiał się na wzroście gospodarczym i dyscyplinie finansowej. Zapowiadał m.in. zmniejszenie bezrobocia, obniżkę podatków czy poprawę jakości rządzenia. Pięć głównych obietnic dotyczyło zmniejszenia i stopniowej likwidacji VAT, zmniejszenia opłat za posiadanie prawa jazdy, zawieszenia podatku gruntowego na trzy lata, częściową amnestię zaległych opłat szpitalnych oraz zwiększenie dopłat do żywienia w szkole i transportu szkolnego.

## Wyniki
Dwie główne partie wystawiły kandydatów we wszystkich 17 jednomandatowych okręgach wyborczych. Lucian People’s Movmenent (Ruch Ludowy Saint Lucia, LPM) wystawił dwóch kandydatów. Inne mniejsze partie, biorące udział w poprzednich wyborach – National Democratic Movement oraz Lucian Greens – tym razem nie wystawiły kandydatów. Ponadto wystartowało czworo kandydatów niezależnych.
Do głosowania uprawnionych było 161 883 zarejestrowanych wyborców. Oddano 86 525 głosów, w tym 2223 głosy nieważne (frekwencja 53,45%). Wybory wygrała Zjednoczona Partia Robotnicza, zdobywając 11 miejsc w Izbie Zgromadzenia. Partia Pracy utrzymała 6 spośród dotychczasowych 11 miejsc. Kandydaci LPM i niezależni nie uzyskali mandatów.
| Partia                              | Liczba kandydatów | Liczba głosów | %      | Liczba mandatów | +/– |
| ----------------------------------- | ----------------- | ------------- | ------ | --------------- | --- |
| Zjednoczona Partia Robotnicza (UWP) | 17                | 46 165        | 54,76% | 11              | +5  |
| Partia Pracy Saint Lucia (SLP)      | 17                | 37 172        | 44,09% | 6               | –5  |
| Lucian People’s Movement (LPM)      | 2                 | 155           | 0,18%  | –               | –   |
| kandydaci niezależni                | 4                 | 810           | 0,96%  | –               | –   |
| Razem (frekwencja: 53,45%)          | 40                | 84302         |        | 17              |     |
| Źródło: Elections.gov.lc            |                   |               |        |                 |     |

## Następstwa
7 czerwca Allen Chastanet został zaprzysiężony jako nowy premier Saint Lucia. Ustępujący premier Kenny Anthony zrezygnował z przewodniczenia Partii Pracy, zapowiadając, że nie zamierza być w tej kadencji liderem opozycji. Zachował jednak mandat poselski.